# Nou Barris
Nou Barris is een district in het noorden van de Spaanse stad Barcelona. Er wonen ongeveer 169.000 inwoners.
Nou Barris, Catalaans voor 'negen wijken', is een district dat behoorlijk ver van het centrum is verwijderd. Het werd gebouwd in de jaren 70 om de snelle bevolkingsgroei van Barcelona aan te kunnen.
Het bestaat uit de wijken Can Peguera, Canyelles, Ciutat Meridiana, La Guineueta, Porta, Prosperitat, Roquetes, Torre Baró, Torre Llobeta, Trinitat Nova, Turó de la Peira, Vallbona, Verdum en Vilapicina.